# Aprostocetus ajmerensis
Aprostocetus ajmerensis is een vliesvleugelig insect uit de familie Eulophidae. De wetenschappelijke naam is voor het eerst geldig gepubliceerd in 1981 door Khan & Shafee.